# Charles François Marie Joseph de Dortan
Charles François Marie Joseph de Dortan, comte de Dortan, né à Avranville, ancienne province de Champagne dans l'actuel département des Vosges le 10 octobre 1741, mort à Dole le 24 octobre 1799, est un homme politique français du XVIIIe siècle. Il fut député aux États généraux de 1789.

## Biographie
Descendant de la maison de Dortan, famille noble du Bugey qui a possédé la seigneurie et le château de Dortan jusqu'en 1720, Charles François Marie Joseph était propriétaire à Dole et comte de Dortan.
Il fut élu, le 15 avril 1789, député de la noblesse aux États généraux par le bailliage (gouvernance) de Dole.
Ses principales déclarations durant les séances parlementaires :
- Le 8 août 1789, il proteste contre l'abolition des justices seigneuriales. Il déclare : « En abolissant, les justices seigneuriales, on donne une grande liberté aux gens de la campagne pour toutes sortes de dévastations; les forêts sont déjà dévastées, les procédures commencées pour fait de ces délits demeureront suspendues, et il n'y aura plus de frein à opposer à la licence ».
- Le 11 décembre, il parle sur les liquidations des forêts.
- Le 5 janvier 1790, il demande le maintien de la pension de Luckner.
- Le 4 mars 1791, il propose de dispenser les prêtres du service de la garde nationale (adopté).  A certaines occasions il prend son propre exemple (il est boiteux) pour démontrer que tout le monde ne peut y être soumis. Il dit : « Il me faut une heure pour faire ¼ de lieue »[2].
- Le 24 juillet 1791, il présente une motion en faveur des officiers émigrés, et demanda que les corps administratifs fussent déclarés responsables des violences qui pourraient être commises contre eux.  Il déclare : « J'en connais beaucoup, qui ne sont sortis que parce qu'on leur mettait le couteau sur la gorge ». Remarque: c'est le cas de son frère émigré dès aout 1791 en Allemagne.

Après la session de 1791 il se retire de la vie politique. En 1793, la municipalité de Goux fut accusée de s'être rendue coupable de prévarication et de forfaiture, pour avoir délivré un certificat de civisme à l'ex-comte de Dortan, qui avait été un des membres protestants de l'Assemblée constituante, et qui avait renoncé au titre de citoyen actif. On lança des mandats d'arrêt contre les deux domestiques de ce seigneur. Il fait un peu de prison au Fort- Égalité à Salins, désormais nommé Fort Saint-André, en compagnie de notables Dolois. Il est libéré le 18 novembre 1794 pour raisons de santé.
Il meurt en son domicile de la rue Rousseau à Dole le 25 novembre 1799, d'une maladie qui l’empêchait de se déplacer à la fin de sa vie.

## Famille

Armes de la famille de Dortan

Fils de Charles Marc Antoine Joseph comte de Dortans et de Marie Célestine Philippine Joséphine de Marmier, il épouse le 17 août 1769 au château de Poncié à Fleurie dans le Rhône, Thérèse Rosaline Claudine de Damas née en 1751,,.
Son épouse hérite des terres et du Chateau d'Audour à Dompierre-les-Ormes, et lui donne leur unique enfant légitime Mélanie Roseline Félicité de Dortan épouse d'Auguste de Forbin (peintre, archéologue et directeur des musées nationaux). Charles François Marie Joseph de Dortan est donc également un ancêtre de l'écrivain Louise de Vilmorin, du côté de sa mère Mélanie de Gaufridy de Dortan.
Il est souvent confondu avec son frère Claude Marie Joseph de Dortan née en 1742, qui était lieutenant-colonel du régiment de La Reine cavalerie. Contrairement à son frère, Charles de Dortan, qui était de santé fragile et qui boitait, n'a jamais été militaire.
Il a également une fille du nom de Marie Pierrette Ferdinande Marguerite Clothilde de Dortan avec sa femme de chambre Pierrette Gabet alors âgée de 24 ans. Il l’adopte en octobre 1797 avant de tomber malade. Une rente de 30 000 livres est accordée par sa ½ sœur Mélanie à la mort de son père en 1799 (chez maître Radez à Dole), en contrepartie du fait que Marie renonce à l’héritage de Charles de Dortan.

## Propriétés

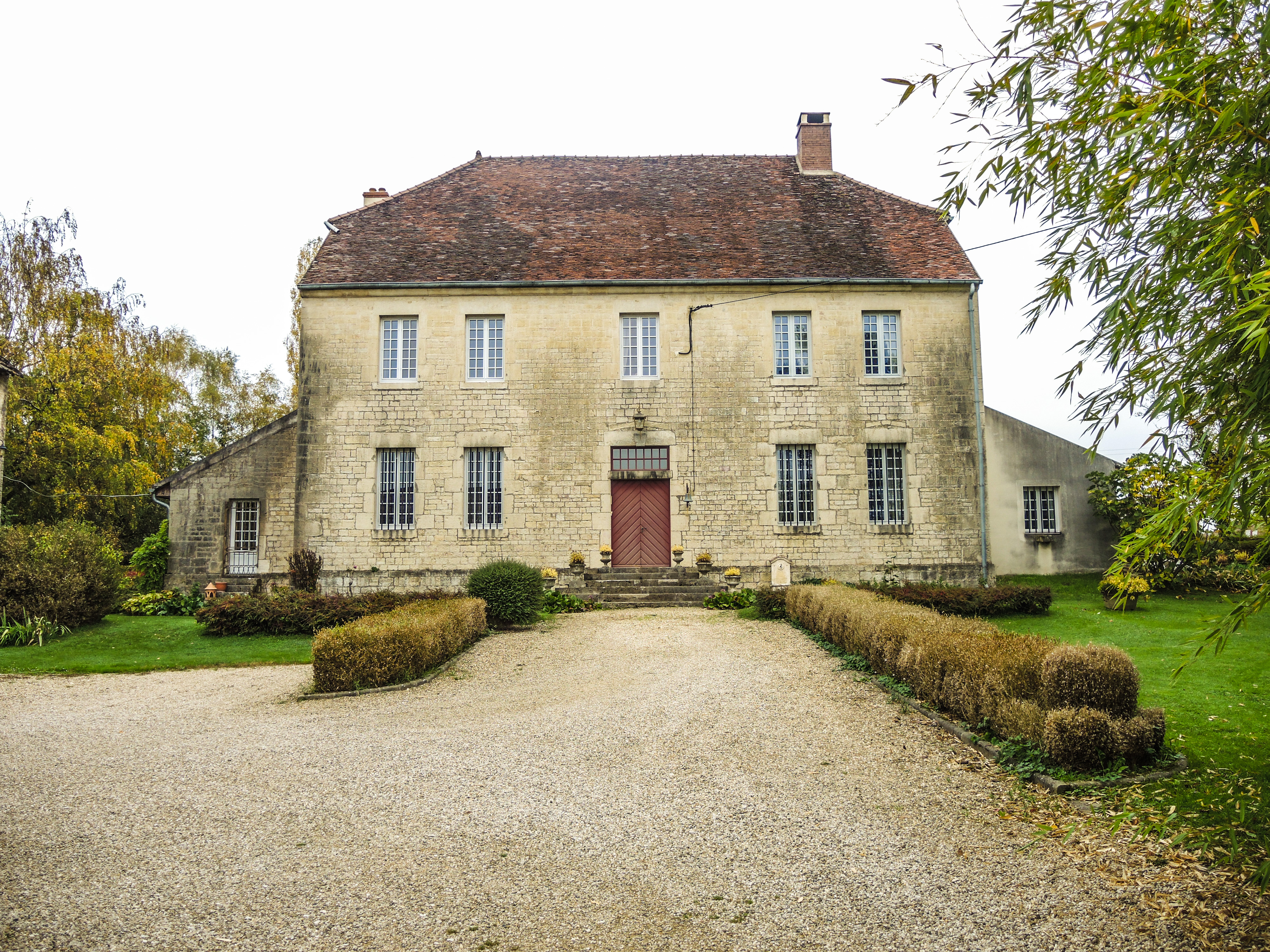
Ancienne demeure de Charles de Dortan à Goux.

Charles de Dortan est Seigneur de Goux (commune fusionnée à Dole en 1974) où il possédait une propriété composée d’une maison dite « le château », de 126 hectares de terres, 87 de forêts et d’un étang de 3 hectares. Cette maison a été vendue après sa mort (par ses héritiers) à Louis de Pourtalès conseiller d'état à Neufchatel en Suisse,.
Il possède également l’hôtel de Dortan à Dole, qu’il construit au XVIIIe siècle et dont les plans sont dessinés par l’architecte Vienne. L’entrée principale est désormais situé au 36 rue du Gouvernement et abrite avec l'Hôtel de Rye, le lycée privé « Pasteur - Mont-Rolland ». Au moment de la révolution, la rue porte alors le nom de Rousseau. Les écuries étaient situées au fond de ce qui était alors une impasse, l’actuelle rue Bastion Bergère. L’inventaire au décès du comte de Dortan indique que sa bibliothèque était composée de 557 volumes (probablement hérités de son oncle).

## Hommages
- La rue Charles de Dortan à Goux porte son nom avec la mention "Deputé de la noblesse aux états généraux de 1789". Cette rue est située derrière son ancienne maison.
- En 1787 Charles de Dortan est parrain de la grosse cloche de Goux[2].